# Пржерова (герб)
Пржеро́ва (пол. Przerowa, Grotowie, Proporzec, Przyrowa) — польский дворянский герб.

## Описание
В червлёном поле золотое древко с хоругвью в перевязь. В нашлемнике три страусовых пера.
Во времена Александра Лакиера считалось, что этот герб был дан королём Болеславом Кривоустым храброму воину Мирославу в память подвигов его в войне Польши с немецким императором в 1109 году.

## Герб используют
Arnaucki, Baryłkowicz, Belski, Beski, Białek, Bielski, Borowski, Branecki, Burnatowicz, Cetner, Дараганы (Daragan), Dąbrowski, Dragan, Drogoń, Drogoński, Drwalewski, Drwalski, Gaźliński, Głoskowski, Golian, Goliański, Gośliński, Grodkowski, Grotowski, Gruntowski, Hussakowski, Jarochowski, Jaszczułtowski, Kamieński, Kobyliński, Krobowski, Łepkowski, Mianowski, Mroczek, Niedźwiecki, Niedźwiedzki, Palczowski, Pielski, Piotrowski, Podleski, Podleśny, Podliszewski, Przerowski, Przesmycki, Rogowski, Rosochowski, Rossochowski, Sępochowski, Skurowski, Słonawski, Strepa, Świderski, Taszycki, Ulenicki, Uleniecki, Uliniecki, Widowski, Zaborowski, Zamojski, Zamoyski, Zawisza, Zdzierszek, Zdzierżek, Zdzieszek, Żabiński

## Примечание
Изменённым вариантом является польский дворянский герб Балабан.